# Bob Cranshaw

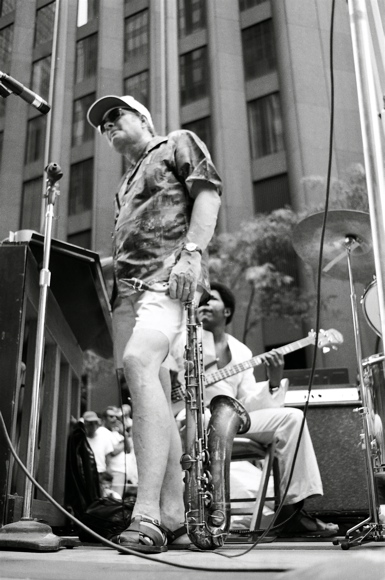
Zoot Sims (links) und Bob Cranshaw (rechts) 1976

Melbourne Robert „Bob“ Cranshaw (* 10. Dezember 1932 in Evanston, Illinois; † 2. November 2016) war ein US-amerikanischer Jazzbassist (Kontrabass, Tuba, E-Bass) des Modern Jazz. Er war langjähriger musikalischer Partner von Sonny Rollins.

## Leben und Wirken
Cranshaw war Gründungsmitglied der kurzlebigen Jazzband MJT +3 (Modern Jazz Trio) mit Frank Strozier am Altsaxophon, Harold Mabern am Piano und Walter Perkins am Schlagzeug. Die Band aus Chicago bestand bis 1962; Cranshaw und Perkins waren außerdem Mitglied der Begleitband der Sängerin Carmen McRae und nahmen mit ihr im Jahr 1961 das Album Carmen McRae Sings Lover Man and Other Billie Holiday Classics auf.
Ab 1961 wurde er durch seine Zusammenarbeit mit dem Schlagzeuger Mickey Roker bekannt, der lange Jahre Mary Lou Williams begleitete (noch 1977 mit Cecil Taylor). Cranshaws Name ist verbunden mit den klassischen Sessions für Blue Note Records in den 1960er Jahren, als er mit Musikern wie Lee Morgan auf seinem Klassiker The Sidewinder oder Grant Green auf Idle Moments spielte. Mit Sonny Rollins, an dessen Album The Bridge er mitwirkte, verband ihn eine lange musikalische Partnerschaft, die bis zuletzt anhielt. Er wirkte auch an dem Film The Blue Note Story, einer 90-minütigen Dokumentation über das Jazzlabel Blue Note Records, mit; er war der Bassist, der an den meisten klassischen Aufnahmen von Blue Note mitwirkte.
Cranshaw organisierte 1964 eine Jam-Session mit der Formation Blue Flames, mit Shirley Scott, Stanley Turrentine und Otis Finch (erschienen auf Prestige Records). Im Laufe seiner musikalischen Karriere spielte Cranshaw mit Eddie Harris, Ella Fitzgerald, Coleman Hawkins, Oscar Peterson, Vera Auer, Jimmy Heath, Johnny Hodges, Grant Green, Jackie McLean, Thelonious Monk, James Moody, Lee Morgan, Wes Montgomery, Buddy Rich, George Shearing, Wayne Shorter, Horace Silver, J. J. Johnson, McCoy Tyner, Joe Williams, Beegie Adair, Shirley Scott, Stanley Turrentine und vielen anderen Musikern. 1973 und 1974 spielte er beim Montreux Jazz Festival.
Cranshaw arbeitete auch als Studiomusiker und war an Serien des Kinderfernsehens beteiligt; während der 1960er und 1970er Jahre spielte Bob Cranshaw für die TV-Sendung Sesamstraße. Zwischen 1975 und 1980 spielte er in der Band der Fernsehshow Saturday Night Live. Außerdem arbeitete er für Hunderte von TV-Shows und Filme. Als Gewerkschafter der New Yorker Musikergewerkschaft Local 802 und der Musicians Federation of Musicans setzte er sich für eine bessere Bezahlung der Musiker ein, für soziale Absicherung wie Krankenkasse und Pension und vor allem für Vertragsrechte, Urheberangelegenheiten und Tantiemen. Cranshaw spielte auch auf Live-Shows für den Steptänzer Maurice Hines mit seinem Freund, dem Schlagzeuger Paul Goldberg.

## Auswahldiskographie
- Maurice Hines: To Nat „King“ Cole with Love (Arbors Records 2006)
- Sonny Rollins: Our Man in Jazz RCA Victor 1962

mit Lee Morgan
- 1962: Take Twelve (Jazzland)
- 1963: The Sidewinder (Blue Note, 1964)
- 1964: Tom Cat (Blue Note, 1980)
- 1965: The Gigolo (Blue Note, 1968)
- 1966: Delightfulee (Blue Note, 1967)

mit Grant Green
- 1963: Idle Moments (Blue Note, 1965)
- 1964: Matador (Blue Note, 1979)

mit Hank Mobley
- 1965: A Caddy for Daddy (Blue Note, 1967)
- 1967: Hi Voltage (Blue Note, 1968)
- 1968: Reach Out! (Blue Note)

mit Wes Montgomery
- 1964: Movin’ Wes (Verve) mit Grady Tate und Clark Terry
- 1965: Bumpin’ (Verve) mit Grady Tate